# Las dos doncellas
Las dos doncellas és una de les Novelas ejemplares de Cervantes.

## Argument
Un caminant va entrar en una fonda de Castiblanco, prop de la ciutat de Sevilla. No portava criat. Va entrar de pressa, perquè estava a punt de desmaiar-se, i els hostes van ajudar-lo a refer-se. Quan va tornar en si, va demanar una cambra en què, si era possible, estigués sol, i com que només quedava una habitació amb dos llits, els va pagar tots dos perquè, vingués qui vingués, no el lloguessin i pogués complir el seu objectiu.
Després de tancar la porta, els amos de la fonda i algun hoste xafarder van fer una rotllana en un racó, ja que el noi era bellíssim. Van deduir que deuria tenir vora setze anys. Llavors vingué un altre noi, una mica més gran que el primer, i va demanar una habitació. L'hostalera el va posar al corrent del que passava, i amb l'ajuda de l'agutzil van convèncer el noi tancat que permetés que el segon dormís a la seva habitació. Però no es va deixar veure la cara.
A la nit, el primer noi va començar a plorar de desamors, i va resultar que era una dona disfressada d'home. Va explicar al seu company d'habitació que es va escapar de casa per buscar el seu marit, que poc després del casament havia desaparegut sense dir a on anava ni quan tornaria, ni res de res.
L'endemà al matí es van veure les cares, i va resultar que la dona era Teodosia, i l'home el seu germà, Don Rafael. Es van abraçar i van sortir a la recerca de Marco Antonio, l'espòs de Teodosia. Teodosia es va canviar el nom pel de Teodoro, perquè no la reconeguessin.
Buscaren pistes, que els dugueren a pensar que Marco Antonio era a Barcelona i se n'hi van anar. Passant per un bosc es van trobar amb un grup d'homes que havien estat atacats per bandolers i que estaven lligats a uns arbres. Un dels nois, d'uns setze anys, els va cridar l'atenció per la seva bellesa. Teodosia (disfressada encara de Teodoro) el va deslligar. El noi li va donar les gràcies i va dir que venia de Sevilla i anava a Itàlia. Els germans i el noi van anar a sopar. Aquella nit Teodosia va descobrir que també es tractava d'una dona, Leocadia, que buscava el seu estimat Marco Antonio i la dona per la qual l'havia abandonat, Teodosia. En saber això, Teodosia decidí no revelar la seva identitat, mentre per dins la gelosia se la menjava. Ho va explicar tot al seu germà, el qual, a poc a poc, es va enamorar de Leocadia.
Quan arribaren a Barcelona es van trobar amb Marco Antonio, que va exposar totes i cadascuna de les seves raons, demanant perdó a les dues noies, i dient que volia anar a la guerra. Va dir que la seva dona era Teodosia i que li ho devia tot. Leocadia, sentint-se desgraciada, se'n va voler anar per no tornar, però Rafael de seguida la va trobar a faltar, va anar a cercar-la i li va confessar el seu amor. En arribar de nou a casa tots quatre, es van casar.

## Escenari
L'acció d'aquesta novel·la se situa a Castella i a Catalunya. Parla de les ciutats de Sevilla, Còrdova i Barcelona.

## Personatges principals
Teodosia: Esposa de Marco Antonio, que l'abandona sense motius ni avisos.
Leocadia: Enamorada de Marco Antonio, que l'abandona per Teodosia.
Marco Antonio: Home que deixa en desgràcia les dues dones.

## Personatges secundaris
Rafael: Germà de Teodosia i enamorat de Leocadia.
Mosso de mules: Serveix a Rafael. L'acompanyaria a la fi del món, tal com diu en un moment de la història.

## Traducció catalana
Lluís Faraudo de Saint-Germain (amb el pseudònim Lluís Deztany) en va publicar una traducció al català (Les dues donzelles: novel·la exemplar, versió catalana ab un pròleg i algunes notes de Lluís Deztany, Barcelona, Josep Porter, 1947, 96 pp.).